# KAITA EPITAPH 残照館
KAITA EPITAPH 残照館（カイタエピタフざんしょうかん）は、長野県上田市前山にある美術館。
前身は信濃デッサン館（しなのデッサンかん）。

## 概要

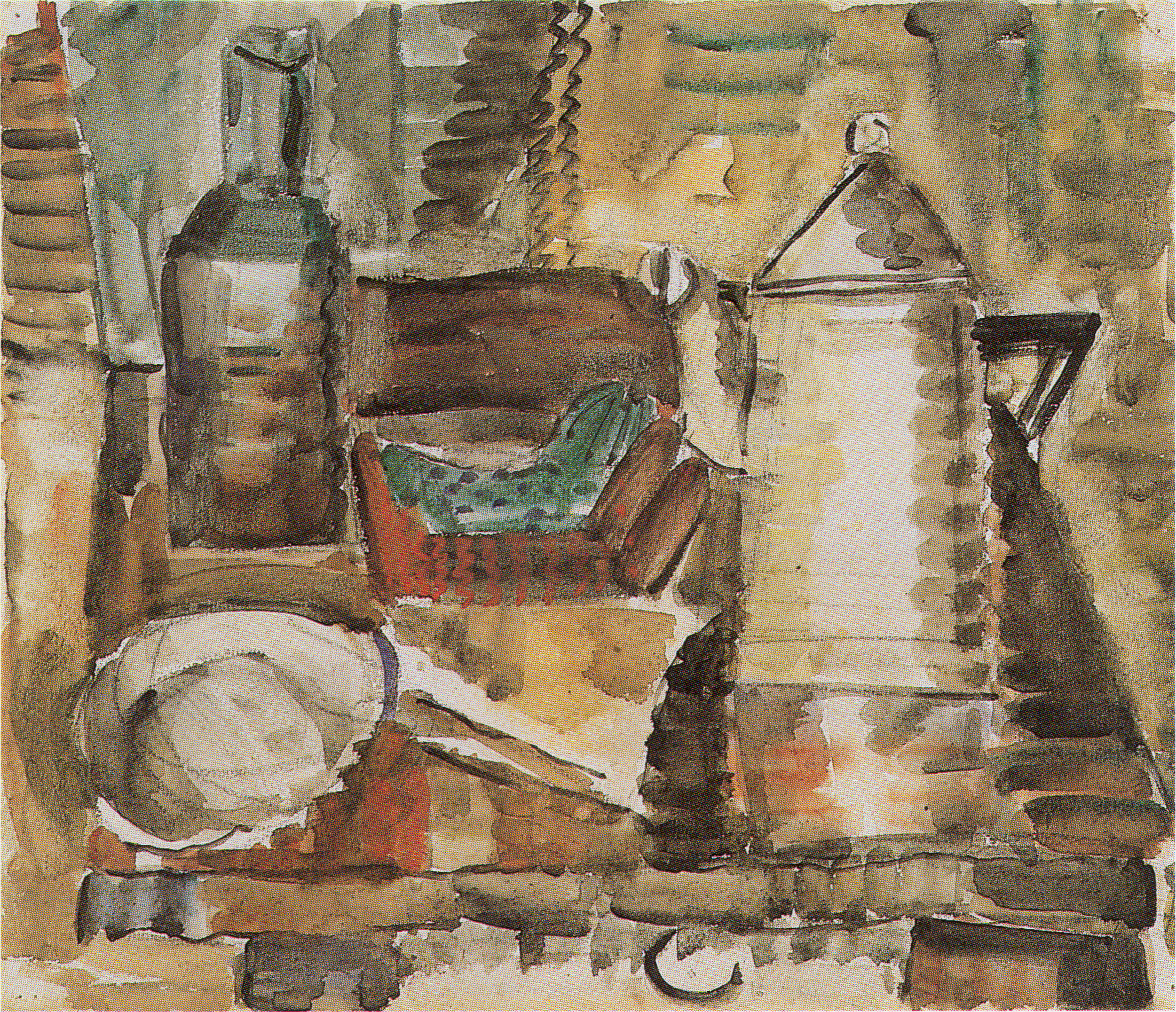
靉光「静物」1926-1927年頃

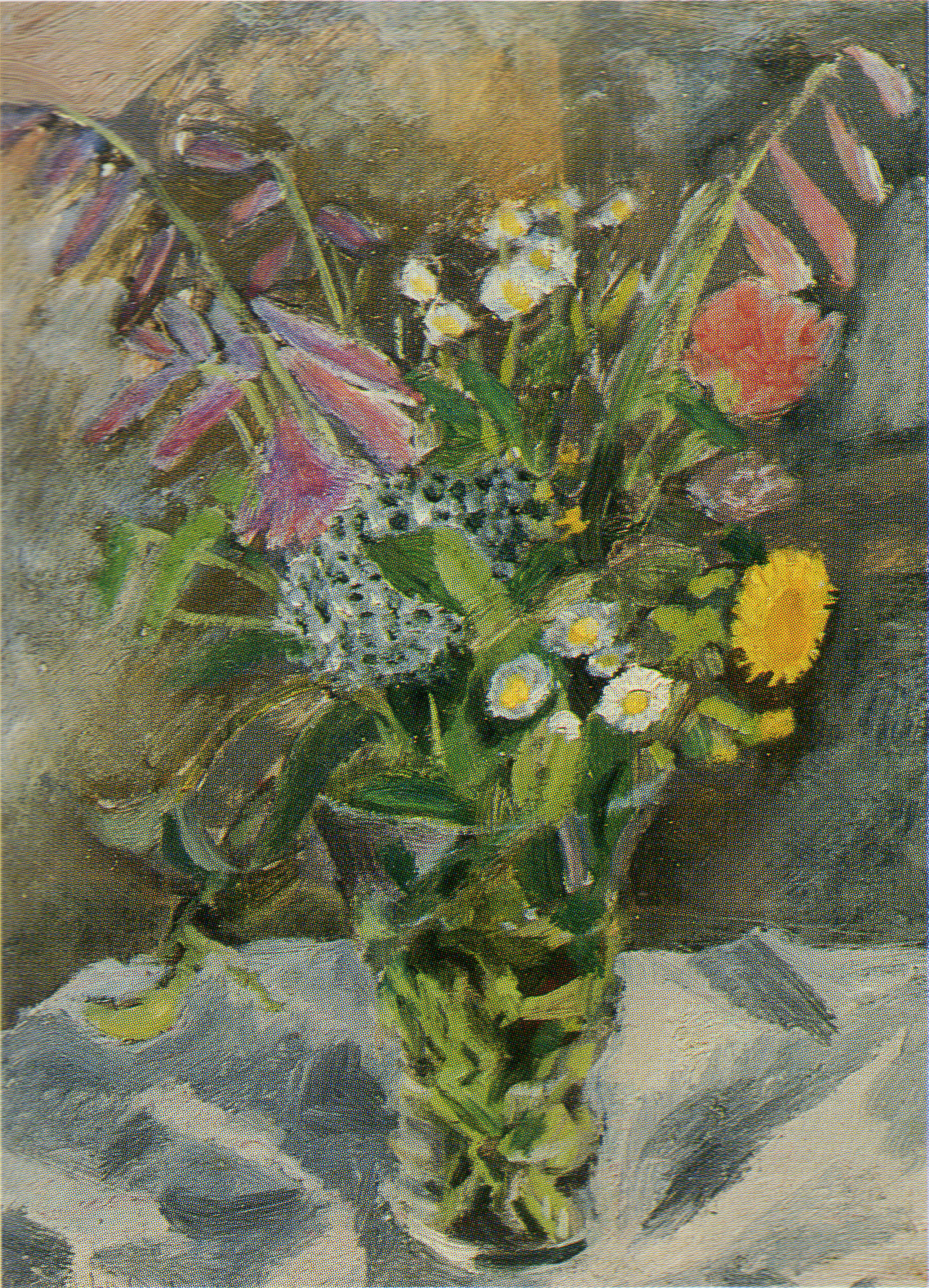
野田英夫「野尻の花」1939年

1979年（昭和54年）に館主・窪島誠一郎によって「信濃デッサン館」が設立された。窪島館主が収集した村山槐多の代表作「尿する裸僧」（1915年）を始め、関根正二、野田英夫、戸張孤雁、靉光、松本俊介、小熊秀雄ら夭折の画家達の作品約1000点を所蔵、展示。喫茶室も併設。1997年（平成9年）に分館として戦没画学生慰霊美術館「無言館」を開館した。2012年（平成24年）2月、館内に立原道造記念展示室を新設した。
2015年（平成27年）末、窪島館主が病気となり、体調面の不安や、来館者減少に伴う法人の財政上の理由から2館の運営を続けることは難しくなった、と判断。無言館を存続させ、信濃デッサン館本館および別館「槐多庵」は2018年（平成30年）3月15日をもって「無期限休館」となった。突然の休館となったため、同年7月25日から8月20日まで信濃デッサン館本館の「特別開館」を行った。閉館を惜しむ美術関係者から巡回展開催の誘いもあったというが、事実上閉館となり、信濃デッサン館単独の美術館活動再開は困難な見通しを示していた。収蔵作品と建物について今後の取り扱いは未定となっているが、窪島館主は所蔵品の売却にも言及した。
信濃デッサン館の閉館後、窪島はコレクションの喪失に伴う悲しみに苛まれ、その後の入院生活の中でギャラリーの再開を決意。村山槐多の墓碑銘、そして年老いた自身に対する感傷から館名を「KAITA EPITAPH 残照館」に改め、2020年（令和2年）6月6日にオープンした。

## 利用情報
開館時の公式発表より。
- 運営：一般財団法人戦没画学生慰霊美術館無言館（法人番号：8100005004887）
- 開館日：毎週土曜日・日曜日・月曜日
- 開館時間：午前11時 - 午後4時
- 入館料：無料

## 作品

### 収蔵作品
出典より。
- 村山槐多
- 立原道造（拡充する予定）
- 靉光（買い戻す予定）

### 展示作品
開館時の公式発表より。
- エゴン・シーレ
- 浜田知明
- 金山康喜
- 鶴岡政男
- ミニオ・パルウエルロ・シルヴィア保田
- 舟越保武
- 吉岡憲
- 浅埜水貴
- 木下晋

## 関連施設

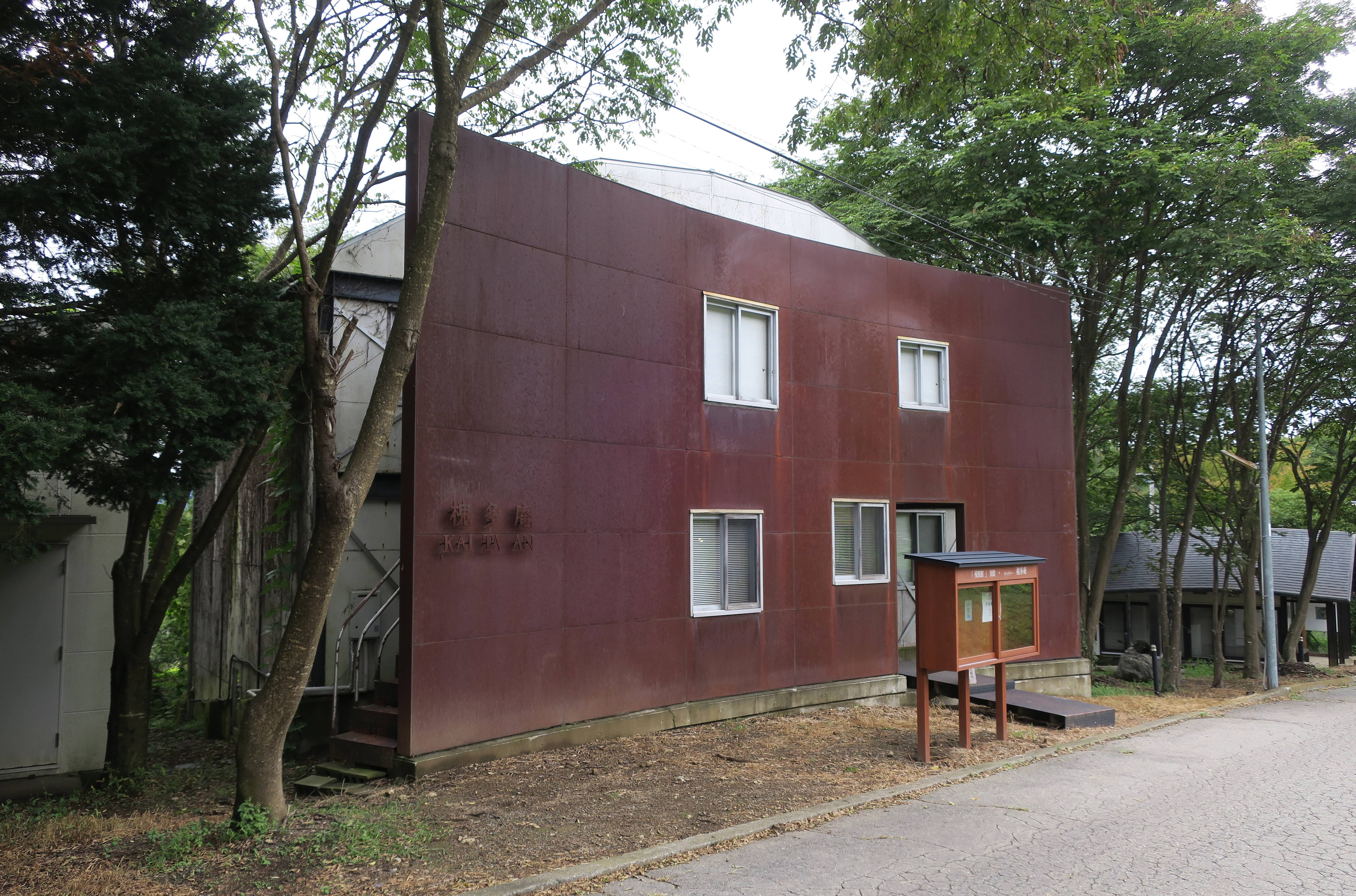
槐多庵

- 信濃デッサン館別館「槐多庵」（無期限休館中）
- 無言館